# Велика Сулага
Велика Сулага́ (рос. Большая Сулага) — село у складі Новокузнецького району Кемеровської області, Росія. Входить до складу Кузедеєвського сільського поселення.

## Населення
Населення — 3 особи (2010; 24 у 2002).
Національний склад (станом на 2002 рік):
- росіяни — 92 %